# Henri Delaborde (sabljač)
Henri Delaborde, francoski sabljač, * ?, † ?.
Sodeloval je na sabljaškem delu poletnih olimpijskih igrah leta 1896 v rapirju; osvojil je 5. mesto.